# Nenad Drakulić
Nenad Drakulić, hrvaško-srbski generalpolkovnik letalstva JLA, * 22. april 1920, † 1973.

## Življenjepis
Pred vojno je bil študent na zagrebški Medicinski fakulteti in leta 1940 je postal član KPJ. Leta 1941 se je pridružil NOVJ in postal politični komisar več enot.
Po koncu vojne je bil premeščen v Jugoslovansko vojno letalstvo in končal Višjo letalsko vojaško akademijo JLA; med drugim je bil načelnik Politične uprave VL, generalni direktor letalske industrije, politični komisar letalskega korpusa, pomočnik poveljnika VL, načelnik uprave in pomočnik načelnika Generalštaba JLA, pomočnik državnega sekretarja za politično-pravni sektor, načelnik Politične uprave JLA, sekretar Predstavništva CK ZKJ za VL, član Predstavništva za JLA, član Komiteja DSNO in JLA, član Komiteja konference SK v JLA, pomočnik državnega sekretarja za zaledje JLA,...
- Red vojne zastave
- Red bratstva in enotnosti